# Miră de reglaj

Miră de reglaj de tip SMPTE

Mira de reglaj este un semnal de test emis de televiziuni în general înaintea sau după încheierea emisiei propriu-zise a programelor.
În general mira de reglaj conține linii care ajută la reglarea televizoarelor pentru o recepție optimă.

Aceasta se difuza până în martie 2001 și pe ambele canale ale TVR, în zilele de marți până vineri, între orele 01 și 06, sâmbătă și duminică până la 07:00, și luni până la 12:00.

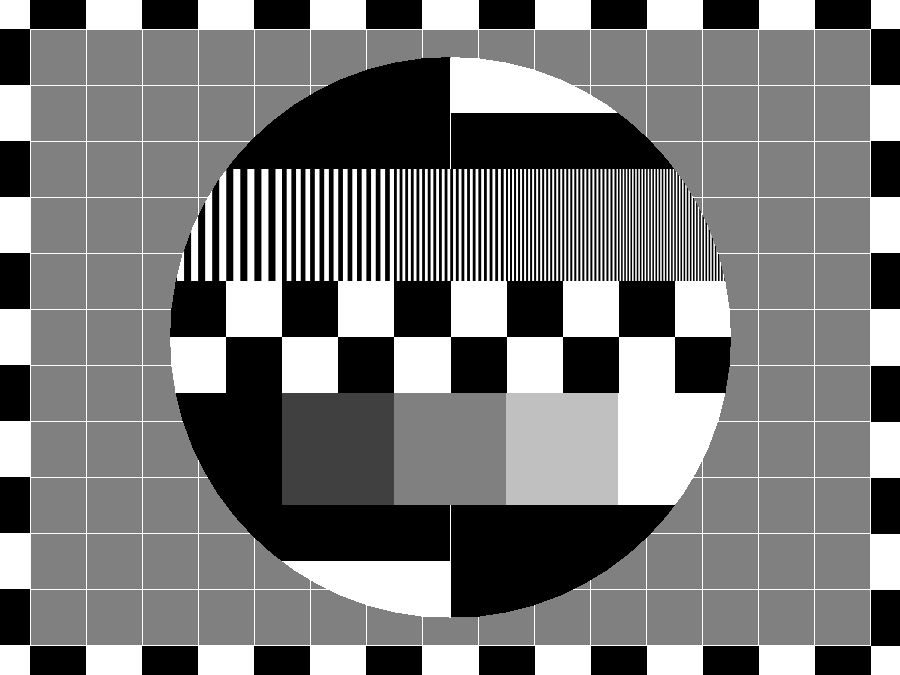
Miră de reglaj folosită în Olanda